# Garbage
Garbage là một ban nhạc người Mỹ-Scotland chơi theo phong cách alternative rock được thành lập tại thủ phủ Madison thuộc tiểu bang Wisconsin, Hoa Kỳ vào năm 1993. Ban nhạc bốn thành viên bao gồm giọng nữ chính người Scotland Shirley Manson (hát chính, bộ phím, ghi-ta) và ba nhạc công người Mỹ là Duke Erikson (bass, ghi-ta, bộ phím), Steve Marker (ghi-ta, bộ phím) và Butch Vig (trống, bộ gõ). Cả bốn thành viên đều tham gia vào công việc sáng tác và sản xuất nhạc cho Garbage.Các album của ban nhạc đã bán được trên 17 triệu bản trên toàn cầu (tính đến thời điểm đĩa Absolute Garbage).
Album đầu tay, Garbage, sau khi ra mắt đã được giới phê bình đánh giá cao và tạo một cú hích bất ngờ vào thế giới rock dù trước đó đĩa này không được quảng bá nhiều về mặt truyền thông. Album đã được tiêu thụ trên 4 triệu bản và được chứng nhận đĩa bội bạch kim tại Anh Quốc, Mỹ, Úc, các đĩa đơn "Stupid Girl" và "Only Happy When It Rains" trích từ album đầu tay tiếp tục thành công vào các năm 1995 và 1996. Sau thành công của album đầu tay, năm 1998, đĩa thứ 2 Version 2.0 cũng gặt hái được thành công về thương mại tương tự, đứng đầu bảng xếp hạng Các Album bán chạy nhất tại thị trường Anh Quốc và nhận được 2 đề cử Grammy. Garbage tiếp tục thành công khi thể hiện và đồng sản xuất ca khúc nhạc phim James Bond The World Is Not Enough.
Dù được đánh giá rất cao về chuyên môn, nhưng đĩa nhạc thứ 3 Beautiful Garbage phát hành năm 2001 của nhóm đã không tiếp nối được thành công về thương mại như 2 album trước đó. Sau đó, Garbage ngừng hoạt động trong yên lặng giữa lúc việc sản xuất cho album thứ 4 Bleed Like Me gặp nhiều khó khăn, tuy nhiên cuối cùng nhóm đã quyết định hoạt động trở lại để hoàn thành album và phát hành năm 2005. Album trở thành đỉnh cao trong sự nghiệp của nhóm khi vươn lên vị trí thứ 4 tại thị trường Mỹ. Sau đó, Garbage đã rút ngắn tour diễn quảng bá cho Bleed Like Me và tuyên bố " ngừng hoạt động vô thời hạn ", nhấn mạnh rằng họ không tan rã, song mỗi người trong nhóm đều muốn theo đuổi những dự định cá nhân riêng của mình Việc ngừng hoạt động của nhóm bị gián đoạn năm 2007, khi Garbage ghi âm những ca khúc mới cho album tuyển tập hits trong quá khứ Absolute Garbage. Năm 2011, Garbage tái hợp và cho ra đời đĩa nhạc thứ năm của nhóm Not Your Kind of People phát hành nằm 2012 thông qua hãng đĩa mà nhóm tự sáng lập, Stunvolume Records.

## Sự nghiệp

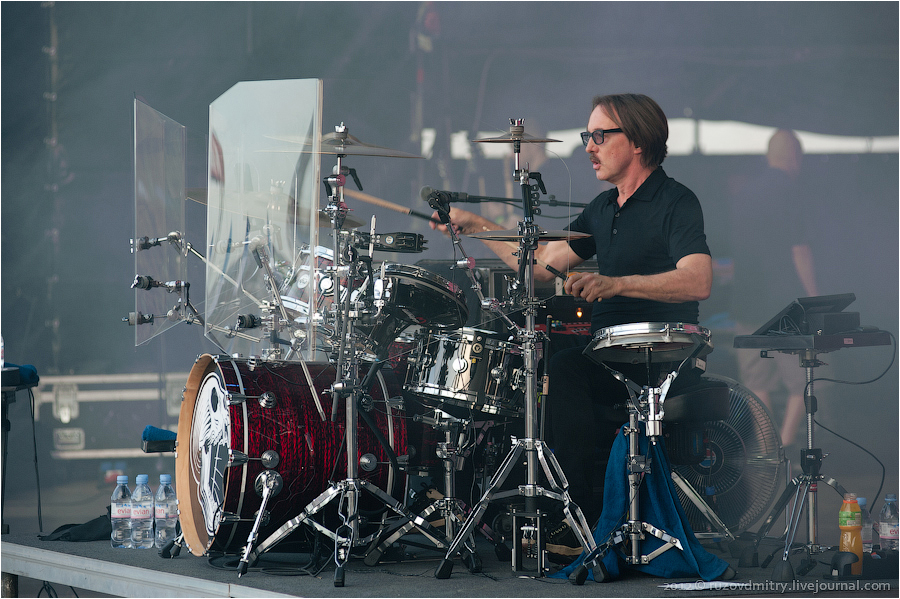
Butch Vig đã từng gây dựng được tên tuổi của mình như một nhà sản xuất âm nhạc trước khi quyết định thành lập Garbage.

### Thành lập và giai đoạn đầu (1993–1994)
Duke Erikson và Butch Vig đã từng là những nhân tố chơi cho các ban như Spooner và Fire Town (với Steve Marker là kỹ sư âm thanh). Năm 1983, Vig và Marker thành lập Smart Studios tại Madison và đĩa nhạc do Vig sản xuất gây chú ý đối với hãng Sub Pop. Nhóm Spooner được tái hợp vào năm 1990 đồng thời cho ra đời một đĩa khác, nhưng nhóm nhanh chóng tan rã vào năm 1993 vì sự nghiệp của Vig and Marker lên như diều gặp gió trong vai trò sản xuất..Năm 1994, khi Vig trở nên "quá mệt mỏi với việc phải thực hiện những bản thu quá dài," anh đã cùng với Erikson và Marker bắt đầu cho ra đời những bản remix các tác phẩm của U2, Depeche Mode, Nine Inch Nails và cả House of Pain. Các bản phối có sử dụng nhiều loại nhạc cụ khác nhau nhưng thường được nhấn vào những cú móc guitar và tiếng âm bass dày và nặng khá mới mẻ. Trải nghiệm này là cảm hứng khiến ba chàng trai lúc đó quyết định thành lập một ban nhạc, nơi họ "muốn đưa những bản phối giàu tính cảm giác này hay bằng cách nào đó chuyển tải nó bằng mọi cách có thể qua hình thức một ban nhạc." Cái tên Garbage ra đời lấy cảm hứng từ một lời nhận xét rằng âm nhạc trong các bản phối đó nghe giống như là "rác" (tức garbage trong tiếng Anh).
Những buổi ghi âm ban đầu của nhóm sử dụng phần giọng hát của Vig, cùng với những ghi âm của các thành viên còn lại đều thuộc các ban nhạc toàn nam, điều này dẫn đến việc nhóm mong muốn có một giọng nữ hát chính. Marker tuyên bố rằng nhóm mong có một giọng nữ phải là một giọng "không được quá cao, quá sôi nổi và nữ tính", giống như Patti Smith hay Chrissie Hynde, còn Vig cho biết thêm họ muốn người nào đó có thể hát một cách tiết chế chứ không phải giống như "những ca sĩ alterna-rock khác thường có xu hướng hát như hét". Marker lúc đó có theo dõi chương trình 120 Minutes của kênh MTV và bắt gặp MV của nhóm nhạc có tên Angelfish có tên "Suffocate Me". Anh đưa cho Erikson và Vig xem video này, sau đó người quản lý của họ là Shannon O'Shea đã lần ra được tên ca sĩ của nhóm Angelfish, Shirley Manson. Khi Manson được nhóm liên lạc, cô không biết Vig là ai và đã bị ép lùng ra tên của Vig trên bìa đĩa Nevermind, đĩa nhạc nổi tiếng nhất của ban nhạc grunge-rock Nirvana do Vig sản xuất.
Ngày 8 tháng 4 năm 1994, Manson gặp Erikson, Marker, và Vig lần đầu tiên tại Luân Đôn. Sau đêm hôm đó, Vig được thông báo về việc linh hồn củaNirvana Kurt Cobain đã tự tử. Dự án Garbage bị đóng lại cho đến khi nhóm Angelfish hoàn thành xong tour diễn Bắc Mỹ hát lót cho band Live. Erikson, Marker, và Vig tham gia trình diễn tại ngày Metro Chicago, sau đó Manson được mời đến Madison thử giọng cho nhóm. Buổi thử giọng không được tốt lắm, nhưng Manson kết nối được với 3 chàng trai ở đây và họ tìm thấy tiếng nói chung trong âm nhạc. Angelfish tan rã ngay sau tour diễn của Live. Manson gọi cho O'Shea và đề nghị thử giọng lại, linh cảm mách bảo rằng "lần này sẽ được".
Manson miêu tả buổi ghi âm đầu tiên của cô với ban nhạc là "một thảm họa", bởi vì cô không có kinh nghiệm như một nghệ sĩ chơi live khi ghi âm, và cô với ban nhạc, "hai bên hoàn toàn không thoải mái khi gặp phải tình huống đó",tuy nhiên chính sự "khinh khỉnh" mà hai bên dành cho nhau từ buổi gặp mặt đó đã đẩy cả nhóm xích lại gần nhau. Những bài đầu tiên được thu âm chính là phiên bản ban đầu của những bài như "Stupid Girl", "Queer" và "Vow", những bài mà sau này được Manson viết thêm lời. Trước đó, Manson chưa từng viết một ca khúc nào; tuy nhiên, đó là lần cô được mời tham gia sáng tác cùng với nhóm. Phần lời được viết tại một cabin phía bắc khu rừng của bang Wisconsin trong khi phần nhạc lại được thu tại Smart Studios. Nhận thức được việc dòng grunge đã làm nên tên tuổi của nhóm trước đó, đặc biệt là các sản phẩm âm nhạc của Vig, nhóm đã nỗ lực để tránh việc tạo nên những âm thanh na ná như vậy, cố gắng một cách thận trọng tạo nên một đĩa nhạc mang hơi hướng của pop.
Garbage gửi các cuốn băng demo đi nhưng không đề tên nhằm tránh một cuộc tranh giành trên thị trường nếu biết về sự nghiệp sản xuất của Vig. Garbage đã ký hợp đồng với hãng Mushroom UK trên toàn cầu (trừ khu vực Bắc Mỹ) và đảm bảo rằng ban nhạc sẽ có một bài xuất hiện trên kênh Volume. Ứng cử viên tiềm năng duy nhất để cho ra mắt là "Vow", vì đây là ca khúc duy nhất mà nhóm hoàn thành xong phần sản xuất. Khi được phát hành tháng 12, "Vow" bắt đầu được phát trên sóng phát thanh XFM và trên đài Radio 1 qua sự đón nhận của các DJs như Steve Lamacq, John Peel, và Johnnie Walker. Người nọ rỉ tai người kia về bài "Vow" đã đưa bài này xuất hiện trở lại trên thị trường Mỹ. On December 21, Garbage signed to Jerry Moss's label Almo Sounds for North America. Manson lúc này được cả hai đơn vị Mushroom và Almo thuộc hãng ghi âm Radioactive Records mời thu âm một album đơn, nhưng sẽ không được nhận bất cứ khoản hoa hồng nào từ các hãng này.
Garbage hoàn toàn không nghĩ "Vow" sẽ nằm trong album của họ, thậm chí đứng độc lập như một single. Lý do là vị việc cấp phép độc quyền bài này trên kênh Volume đã gây cản trở cho việc phát hành thương mại toàn bộ single này. Ngày 20 tháng 3 năm 1995, Mushroom phát hành "Vow" dưới định dạng đĩa 7" vinyl giới hạn qua hãng đĩa Discordant, hãng này được thành lập nên chỉ để phát hành băng đĩa cho Garbage. By May, commercial alternative radio in the US had picked up on the track, and it began to receive heavy rotation nationwide. "Vow" xuất hiện trên bảng xếp hạng Những ca khúc Rock đương đại nổi bật ở vị trí 39. Nhiều tuần sau đó bài hát leo lên và đạt vị trí thứ 26 vào tháng 7. "Vow" ngự trị 2 tuần trên bảng xếp hạng Bubbling Under Hot 100 Singles trước khi có hai tuần trên the Billboard Hot 100 với thứ hạng 97.

### Garbage(1995–1997)

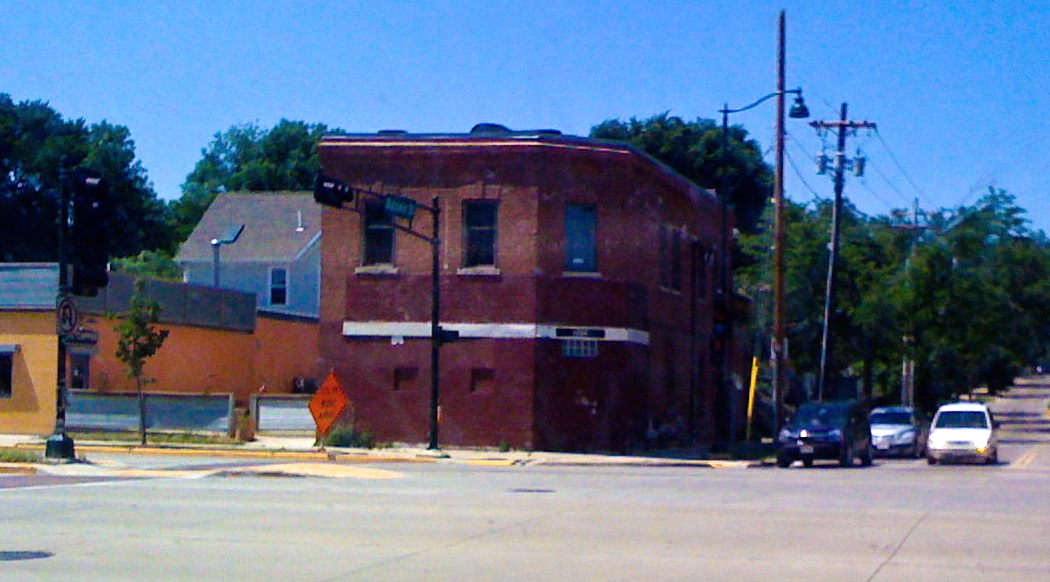
Bốn album đầu tiên của Garbage đều được ghi âm tại Smart Studios tại Madison, Wisconsin (hiện đã ngừng hoạt động).

Ngày 15 tháng 8 năm 1995, album Garbage xuất hiện lần đầu tiên trên bảng xếp hạng Billboard 200, đứng vị trí 193. Tại Anh, trước khi ra mắt, các bài "Subhuman" (một bài không nằm trong album) và "Only Happy When It Rains" được phát hành dưới dạng đĩa đơn nhằm quảng bá cho album thay cho bài "Queer". Album có mặt lần đầu trên BXH UK album chart ở vị trí thứ 12. Tại Úc, album ra mắt và đứng vị trí thứ 5. Bài "Queer" nhanh chóng được phát hành tại Anh và châu Âu trong lúc đó thì Garbage bắt đầu thực hiện tour diễn đầu tiên của mình. Garbage nhận được 2 đề cử cho giải Brit Awards bao gồm Ban nhạc mới xuất sắc nhất và Nghệ sĩ mới quốc tế xuất sắc nhất.
Garbage thực hiện tour diễn lấy tên ban nhạc Garbage trong suốt năm 1996. Bài "Only Happy When It Rains" được phát hành như một đĩa đơn tại Bắc Mỹ; bài "Stupid Girl" được phát hành nhằm quảng bá cho tour diễn tại châu Âu. Kênh MTV đưa tin ca khúc "Only Happy When It Rains" được chứng nhận là video "Buzz clip" (đây là một chương trình của MTV nhằm quảng bá cho những clip ca nhạc độc đáo, mới lạ của các nghệ sĩ mới nhưng nổi bật tại thời điểm hoạt động), đảm bảo cho việc xuất hiện quay vòng với tần suất cao trên kênh này từ ngày 13 tháng 2. "Only Happy When It Rains" leo lên vị trí thứ 55 tại BXH Hot 100 ca khúc ăn khách tại thị trường Mỹ. Bài "Stupid Girl" trở thành ca khúc phát quen thuộc trên TV và trên sóng phát thanh tại Anh và leo lên vị trí thứ 4, trở thành ca khúc đầu tiên của nhóm lọt vào top 10 của BXH UK Singles Chart (các ca khúc ăn khách tại thị trường Anh) và đẩy vị trí của album lên vị trí số 6.
Tháng 5, Garbage quay trở lại, làm việc với bài "Milk" hợp tác cùng nhạc sĩ Tricky tại một phòng thu ở Chicago trước khi xuất hiện trình diễn trên sân khấu arena tour của nhóm Smashing Pumpkins cho đến khi tin về việc sử dụng thuốc phiện quá liều của tay keyboard Jonathan Melvoin nhóm Smashing Pumpkins bị phát giác. Bài "Stupid Girl" leo lên vị trí thứ 34 tại BXH Hot 100. Bản remix của ca khúc thực hiện bởi Todd Terry đã nhận được sự đón nhận mạnh mẽ trên sóng phát thanh Top 40 radio.
Trên toàn thế giới, đĩa đơn cuối cùng được trích từ album là bản phối mới của bài "Milk", bài này sau đó trở thành ca khúc thứ hai của nhóm lọt vào bảng xếp hạng 10 ca khúc ăn khách nhất tại thị trường Anh Quốc. Nhóm đã trình diễn live ca khúc này tại lễ trao giải MTV Europe Music Awards tại Luân Đôn vào ngày 14 tháng 11; Garbage cũng đã dành giải Đột phá tại sự kiện âm nhạc này. Tại Bắc Mỹ, hãng Almo Sounds phát hành đĩa đơn "Supervixen" trích từ album, bài này được phát trên kênh Modern Rock radio, trong khi hãng Capitol Records thì tung ra bản phối mới của bài "Crush" đứng vị trí số 1 trích từ nhạc phim Romeo + Juliet. Bài này cũng đạt vị trí quán quân tại BXH Modern Rock Tracks trong vòng bốn tuần khoảng thời gian cuối năm 1996; bản phối này cũng được dùng làm nhạc nền cho show truyền hình Hex. Bài "Crush" (còn được gọi là "#1 Crush") này sau đó đã được đề cử cho giải ca khúc trong phim hay nhất tại giải MTV Movie Awards năm 1997.
Garbage Video, một tập hợp những MV quảng bá hình ảnh trong album, được phát hành vào tháng 11 năm 1997. Garbage được đề cử 1 giải Grammy cho hạng mục Nghệ sĩ mới xuất sắc nhất, trong khi bài "Stupid Girl" nhận được hai đề cử cho ca khúc Rock hay nhất và màn trình diễn Rock xuất sắc nhất.

### Version 2.0(1997–2000)
Garbage di chuyển đến vùng Friday Harbor, bang Washington vào ngày 1 tháng 3 để viết các ca khúc cho đĩa nhạc thứ 2. Quay về phòng thu Smart Studios không lâu sau đó, nhóm phải đối diện với một áp lực căng thẳng khi phải tự mình tạo ra một sản phẩm thành công tương tự như đĩa Garbage. Cuối cùng tất cả đã quyết định không thay đổi công thức của cả nhóm, tuy nhiên về phần âm nhạc sẽ được phát triển lên bằng cách đẩy âm nhạc của họ đến một giới hạn xa nhất mà nó có thể — vì thế, sau đó album được lấy tên là Version 2.0 và được hoàn thành vào ngày 15 tháng 2 năm 1998. Tháng 3 cùng năm, đĩa đơn đầu tiên "Push It" trở thành bản ghi âm quán quân được phát trên sóng phát thanh UK Alternative Radio. Đĩa đơn này cũng trở thành bài hát thứ 3 liên tiếp lọt vào top ten tại Anh của nhóm, đứng vị trí thứ 9.
Tháng 5 năm 1998, Version 2.0 đạt vị trí quán quân tại Anh và đứng thứ 13 bảng xếp hạng Billboard 200. Garbage bắt đầu đi tour quảng bá Version 2.0 cùng tháng, tour diễn kép dài đến cuối năm 1999. "I Think I'm Paranoid" được tung ra trên thế giới vào tháng 7, trong khi MV của bài "Push It" nhận được 8 đề cử tại giải thưởng MTV Video Music Awards năm 1998. Đến ngày 12 tháng 10, bài "Special" ra mắt và Garbage được đề cử cho 3 hạng mục của giải MTV Europe Music Awards: "Nhóm nhạc xuất sắc nhất", "Màn trình diễn Rock xuất sắc nhất" và "Video ca nhạc hay nhất" cho "Push It".
Đầu năm 1999, đĩa Version 2.0 nhận được 2 đề cử cho các hạng mục Album của năm và Album Rock hay nhất của năm Đĩa đơn "Special" đứng vị trí cao nhất trong bảng xếp hạng các ca khúc được phát nhiều nhất trên sóng phát thanh Top 40 radio. Tại châu Âu, Garbage bắt đầu với tour diễn lớn nhất của nhóm, đồng thời phát hành các đĩa đơn "When I Grow Up" và "The Trick Is to Keep Breathing". Tháng 4, đĩa đơn "When I Grow Up" được ra mắt và xuất hiện trên đài phát thanh trong chương trình Modern Rock Radio. Bài "When I Grow Up" sau đó cũng được đưa vào bộ phim Big Daddy. Version 2.0 giành được giải thưởng đĩa bạch kim châu Âu được trao bởi Hiệp hội công nghiệp ghi âm thế giới cho một triệu bản được bản ra trên toàn thế giới từ châu Âu đến thị trường Mỹ. Đĩa đơn cuối cùng trích từ album là "You Look So Fine" được phát hành trên toàn cầu trong khoảng thời gian Garbage đi tour tại châu Âu, đặc biệt là cái tên được chú ý tại Edinburgh khi hát mở màn tại Quốc hội Scotland.
Ngày 4 tháng 8, Garbage ký hợp đồng trình diễn ca khúc chủ đề cho loạt phim về điệp viên James Bond The World Is Not Enough đồng thời có những hợp tác với nhà soạn nhạc David Arnold tại Luân Đôn và Vancouver. Garbage cùng trở thành cái tên nổi bật trong một tour diễn tại Úc cùng với Alanis Morissette, trong khi bài "When I Grow Up" có ba tháng ngự trị tại bảng xếp hạng nước này, trở thành đĩa đơn thành công nhất của nhóm tại quốc gia này. Bài hát nhạc phim "The World Is Not Enough" cũng loạt vào top 10 tại các nước Italy, Latvia, Lithuania, Na Uy và Phần Lan, cũng như lọt vào top 40 tại Đức, Áo,Thụy Sĩ và Anh Quốc. Bài "Special" nhận được các đề cử Grammy cho Ca khúc Rock hay nhất và Phần trình diễn Rock của nhóm nhạc hay nhất trong khi đó đĩa đơn "When I Grow Up" được tái phát hành tại châu Âu.

### Beautiful Garbage(2001–2002)

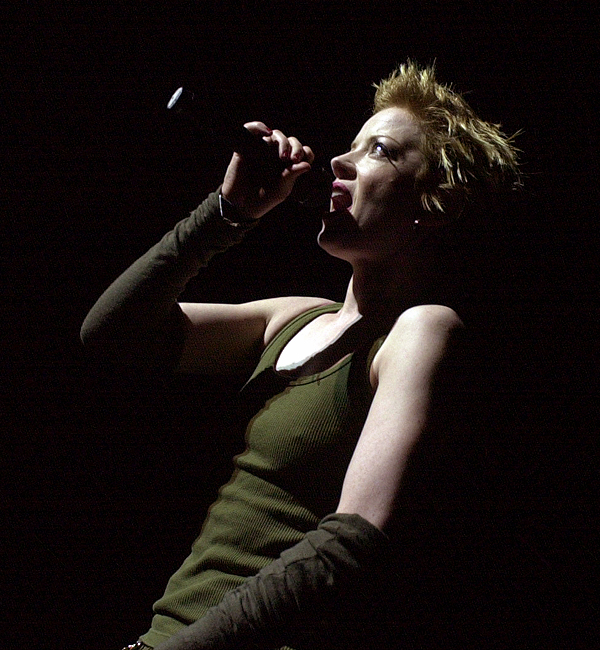
Shirley Manson trình diễn tại Voodoo Festival 2002

Garbage tái hợp vào này 10 tháng 4 năm 2001. Nhóm bắt đầu làm việc cho đĩa nhạc thứ 3, và gạt sang bên cạnh những kế hoạch dành cho dự án B-sides vì lượng tiêu thụ album của hãng Almo Sounds khi bán cho đối tác là hãng UMG. Manson bắt đầu viết blog cá nhân trong suốt quá trình ghi âm đĩa nhạc mang tên Beautiful Garbage. Trong quá trình ghi âm, Garbage đã đưa ra một điều khoản trong hợp đồng với Almo để rời khỏi đơn vị này đồng thời đệ đơn kiện hãng UMG khi hãng này đã từ chối kết thúc hợp đồng. UMG đe dọa sử dụng hợp đồng cá nhân của Manson từ năm 1993 nhằm rằng buộc Garbage với hãng đĩa. Vụ kiện được đóng lại vào ngày 29 tháng 7 năm 2001 và Garbage chuyển sang đầu quân cho hãng Interscope. Đĩa đơn chủ lực của album thứ 3, "Androgyny", được phát hành trên sóng phát thanh cuối tháng 8 và MV được phát hành vào ngày 10 tháng 9. Ngày hôm sau, Sự kiện 11 tháng 9 xảy ra tại New York và Washington D.C đã khiến ban nhạc phải dừng mọi hoạt động quảng bá cho album lại.
Do được phát hành ba tuần sau thảm họa Sự kiện 11 tháng 9, album đã phải chịu ảnh hưởng từ việc thiếu sót trong quảng bá và nhân được những phản hồi trái chiều từ giới phê bình cũng như các fan, bên cạnh đó đĩa đơn chủ lực "Androgyny" cũng thất bại trong việc đạt thứ hạng cao tại các bảng xếp hạng. Mặc dù chững lại tại một số thị trường chủ chốt song đĩa Beautiful Garbage khi ra mắt vẫn vươn lên vị trí quán quân tại BXH Billboard's Top Electronic Albums (những album nhạc điện tử ăn khách nhất tại Mỹ) và trụ lại 8 tuần tại BXH này, đồng thời dẫn đầu các bảng xếp hạng tại Úc. Ngoài ra album cũng có tên trong danh sách 10 album hay nhất của năm do tạp chí âm nhạc Rolling Stone bình chọn.
Tháng 10 năm 2001, Beautiful Garbage đạt thứ hạng 13 trên BXH Billboard 200, cùng với đó album cũng leo lên vị trí thứ 6 BXH các album ăn khách trên internet Top Internet Albums đồng thời dẫn đầu bảng xếp hạng các đĩa nhạc điện tử hay nhất trong vòng 7 tuần. 3 tháng đầu tiêu thụ, Beautiful Garbage đã bán được 1,2 triệu bản.
Garbage hỗ trợ ban U2 trong đợt thứ ba của tour diễn Elevation. Sau buổi diễn cuối cùng, Vig bị nhiễm viêm gan A và sau đó các buổi diễn tại châu Âu đều được thay thế bởi Matt Chamberlain. Tháng 12, đĩa đơn "Breaking Up the Girl" ra mắt đồng thời trở thành ca khúc chủ đề cho loạt phim truyền hình Daria telemovie Is It College Yet?. On December 27, Rolling Stone's US and Australian editions named Beautiful Garbage as one of their critics "Top 10 Albums of the Year".
Đĩa đơn cuối cùng, "Cherry Lips", được phát hành cuối năm 2001 trở thành hit lớn tại Úc, đạt vị trí thứ 7 trên các bảng xếp hạng ARIA Charts, và vị trí thứ 11 trên Triple J Hottest 100, 2001, một BXH có sức ảnh hướng lớn vào thời điểm này. Sau đó, hãng Sony Music Japan đã phát hành một EP độc quyền với một số ca khúc lạ của nhóm lấy tên Special Collection.

### Bleed Like Me(2003–2005)
Garbage bắt đầu làm việc chính thức cho đĩa thứ tư của mình từ tháng 3 năm 2003, ca khúc "Right Between the Eyes" được ra đời chỉ trong vòng 30 phút. Đó là một sự khởi đầu không được hoàn hảo. Việc thu âm cho album bị dừng lại trong suốt mùa hè vì Shirley Manson phải thực hiện phẫu thuật dây thanh quản phải của cô và nhóm chỉ nhận được sự đồng ý hát trở lại của cô vào tháng 8. Đến tháng 10, do những căng thẳng dấy lên cùng với những khủng hoảng trong việc đối thoại của ban nhạc, Vig đã quay về Los Angelescòn Manson quay về Scotland. Giáng sinh năm đó, Vig quyết định cho Garbage một cơ hội khi anh gặp những fan của Garbage rất hào hứng muốn biết album mới ra sao.
Tháng 1 năm 2004, Garbage tái hợp tại Los Angeles cùng với các nhạc công Dust Brother John King, tay trống Matt Chamberlain, tay bass Justin Meldal-Johnsen, and on February 6, Dave Grohl performed drums on "Bad Boyfriend". His performance was regarded by the band as "raising the bar" for the record. Sau các buổi thu với John King, nhóm chính thức rời địa điểm làm việc sang Los Angeles và viết thêm 2 ca khúc mới, "Metal Heart" và "Boys Wanna Fight",, dây là những ca khúc nhiệt huyết, nhiều năng lượng hơn so với những gì mà nhóm đã viết trước đó đồng thời phần lời của chúng "công khai về vấn đề chính trị" so với trước đó. both songs referencing the US and UK led 2003 invasion of Iraq.
Năm 2005, đĩa đơn chính của album "Why Do You Love Me" ra mắt và xuất hiện trên BXH Modern Rock Tracks, đứng vị trí thứ 39. sau đó lần lượt là các vị trí số 97 và 81 tại các BXH Billboard Hot 100 and Pop 100, ca khúc trở thành đĩa đơn thành công nhất của nhóm trong vòng 6 năm. Đĩa Bleed Like Me cũng lọt vào Top 10 tại Mỹ.
Ngày 25 tháng 8 năm 2005, Garbage hủy lịch diễn tháng 10 trong tour diễn tại các nước Pháp, Bỉ và Anh đồng thời đưa ra thông báo rằng ban nhạc "chính họ đã tự kéo dài tour diễn của chính mình" và quyết định kết thúc tour diễn vào ngày 1 tháng 10 tại Úc. Trước khi tour tại Úc được diễn ra, đĩa đơn "Sex Is Not The Enemy" được ra mắt trên sóng phát thanh Úc. Kết thúc tour diễn tại úc cũng đánh dấu kết thúc các hoạt động quảng bá cho album Bleed Like Me. Nhóm sau đó tuyên bố họ "ngừng hoạt động vô thời hạn", xóa tan nghi ngờ của một số thông tin cho rằng nhóm tan rã.

### Absolute Garbage(2007–2008)
Garbage kết thúc 18 tháng ngừng hoạt động của mình vào ngày 31 tháng 1 năm 2007, trình diễn tại show gây quỹ từ thiện tại Glendale, California. Show diễn được Vig tổ chức nhằm giúp chi phí hậu phẫu cho nhạc sĩ Wally Ingram mắc bệnh ung thư cổ họng. Trước đó, Garbage cũng chia sẻ nhũng ý tưởng về ca khúc qua internet và bày tỏ rất muốn vào phòng thu để hoàn thành những ca khúc này. Garbage bắt đầu làm việc với những bài mới một cách nghiêm túc từ tháng 2 đến tháng 3 tại phòng thu tại nhà của Vig và hoàn thành 4 ca khúc trong đó có bài "Tell Me Where It Hurts", ca khúc được phát hành như đĩa đơn chủ lực của album.
Absolute Garbage được phát hành vào tháng July, được chỉnh âm, làm mới và bao gồm một phiên bản đặc biệt phát hành kèm gồm những bài remix. Một đĩa DVD nằm trong bộ đĩa này bao gồm 15 MV của nhóm cùng một đoạn phim tài liệu với tựa đề "Thanks For Your, Uhhh Support" (Cám ơn các bạn vì sự ủng hộ) trong đó cung cấp nhiều hình ảnh hậu trường, những màn trình diễn live và các buổi phỏng vấn của nhóm. Vig nói Garbage đang xem xét thực hiện album thứ 5 vào giữa năm 2008, anh nói, "Chúng tôi đang suy nghĩ về nó... Tôi nghĩ chúng tôi quan tâm hơn đến việc tạo ra cái gì đó nguyên bản và trần trụi hơn. Absolute Garbage là tái bút (P/s) cho phần một. Chắc chắn bất cứ thứ gì chúng tôi làm tiếp theo sẽ là phần thứ hai. Tháng 5 năm 2008, có thông tin cho biết Manson sẽ tham gia casting cho loạt phim truyền hình Terminator: The Sarah Connor Chronicles với một vai thứ chính. Một ca khúc khác của nhóm có tên "Witness to Your Love" được phát hành dưới hình thức từ thiện, "phát hành giới hạn," xuất hiện trong đĩa nhạc tại thị trường Mỹ. Ca khúc được phát hành từ hãng Urban Outfitters bắt đầu từ thứ 4, ngày 15 tháng 10 năm 2008 cho đến thứ 5 ngày 31 tháng 1 năm 2009, đồng thời ca khúc cungxuaats hiện trên sóng phát thanh Hoa Kỳ và ngày 17 tháng 10.

### Not Your Kind of People(2010–2012)
Ngày 1 thang 2 năm 2010, qua trang Facebook cá nhân chính thức của mình, Shirley Manson cho biết cả tuần qua cô làm việc cùng các bạn trong nhóm tại phòng thu. Trong chia sẻ này, Manson viết "Đoán xem mình đang trong phòng thu một tuần nay cùng với ai nào ? Các bạn có vui không nếu mình nói rằng một trong số họ tên là Steve, người kia là Duke và một người nữa là một nhà sản xuất từng chiến thắng Grammy ?" Tháng 10 năm 2010, Garbage chính thức xác nhận họ đang ghi âm cho album thứ năm của mình.
Ngày 17 tháng 9 năm 2011, ban nhạc cho biết thêm 11 bài đầu trong đĩa mở rộng LP sẽ được hòa âm truwocs ngày 17 tháng 10 trong khi 12 bài khác sẽ được hoàn thành trước dịp cuối năm đồng thời trông đợi việc phát hành đĩa sẽ bao gồm "b-sides, những bài bổ sung và có thể sẽ có một đĩa phát hành đúng vào dịp Giáng sinh như một món quà của Garbage gửi tăng đến các bạn vì đã sát cánh cùng chúng tôi." though this did not materialize.
Nhóm cũng cho tờ Billboard biết album thứ năm của nhóm sẽ được phát hành độc lập với hãng đĩa từng hỗ trợ nhóm. Vào ngày 6 tháng 1 năm 2012, ban nhạc thông báo rằng họ đang làm việc trong phòng thu Red Razor Studios tại Glendale, California để ghi âm một sản phẩm bổ sung cho đĩa sắp tới. sau đó, Garbage khẳng định trên trang Twitter có 5 ca khúc bổ sung đang được thu, bao gồm một bài mới với tựa đề "What Girls Are Made Of." Not Your Kind of People được phát hành ngày 14 tháng 5 năm 2012, đạt vị trí thứ 13 trên BXH Billboard 200, và vị trí thứ 10 trên BXH UK Albums Chart. Nhóm cũng thực hiện tour diễn trong vòng 1 năm Not Your Kind of People World Tour nhằm quảng bá cho album. Bài Not Your Kind of People được sử dụng trong trailer quảng bá cho trò chơi video Metal Gear Solid V: The Phantom Pain.

### Những hoạt động gần đây (2013–nay)
Trên tạp chí Rolling Stone số ra ngày 12 tháng 12, Shirley Manson và Butch Vig cho biết họ đã có kế hoạch làm việc trong phòng thu với sản phẩm phòng thu tiếp theo. Garbage và nhóm Screaming Females ghi âm bản cover ca khúc "Because the Night" cho Ngày Ghi Âm 2013. They released a video directed by Sophie Muller. Ngày 7 tháng 5 năm 2013, đĩa đơn "Because the Night" được phát hành chính thức qua kênh iTunes.
Đĩa DVD trình diễn live đầu tiên của nhóm, One Mile High... Live, được phát hành vào ngày 27 tháng 5 năm 2013.
Shirley Manson xác nhận nhóm Garbage sẽ tung ra thêm 2 ca khúc dành cho Ngày Ghi Âm vào ngày 19 tháng 4 năm 2014. Bài "Girls Talk", một bài lấy từ các lần thu cho đĩa Absolute Garbage, được thu lại với phần giọng hát của Brody Dalle, cùng với một bài trích từ các buổi thu cho đĩa Not Your Kind of People với tựa đề "Time Will Destroy Everything".
Năm 2014, Manson xác nhận ban nhạc của cô chuẩn bị cho ra mắt một cuốn sách và ghi chú rằng đĩa tiếp theo của nhóm sẽ là "cuốn tiểu thuyết lãng mạn" của cô. Ngày 23 tháng 1 năm 2015, Garbage xác nhận trên trang Facebook của nhóm họ vừa hoàn thành 2 bài mới cho Ngày Ghi Âm năm 2015; Bài "The Chemicals", có sự hợp tác của giọng ca Brian Aubert của ban nhạc The Silversun Pickups được phát hành ngày 18 tháng 4 năm 2015.
Ban nhạc đã có buổi trình diễn tại Pa’l Norte Rock Festival, Monterrey,México, hôm 25 tháng 4 năm 2015.

## Phong cách âm nhạc
Ý định của Garbage là làm nhạc pop, các ca khúc của nhóm là sự pha trộn rất nhiều thể loại mà theo như Steve Marker nói thì ban nhạc muốn "lấy nhạc pop ra rồi biến chúng thành thứ âm thanh khủng khiếp nhất có thể." Những thể loại có thể tìm thấy trong âm nhạc của nhóm bao gồm trip hop, grunge, nhạc rock thập niên 80, techno, power pop và cả shoegazing. Shirley Manson nói rằng tự bản thân Garbage "từng mô tả âm nhạc của họ là thứ âm thanh sci-fi pop, vì chúng tôi cảm nhận rằng đó là cách tiếp cận với âm nhạc trong tương lai." Vig từng cho biết việc giao thoa các dòng nhạc khác với thứ âm thanh nặng nề của rock được lấy cảm hứng từ việc nhóm thường xuyên phối lại nhạc, các bản nhạc sẽ được thể hiện theo nhiều phong cách nhạc khác nhau và điều đó khiến họ thích thú, và anh cũng cho biết "lớn lên với việc nghe pop trên sóng phát thanh cho đến những thể loại như opera, country đến podka, nên tôi nghĩ Garbage sẽ phải là một thứ gì đó điện tử và thú vị để làm." 
Lindsay Zoladz của tờ Pitchfork nhận xét Garbage đã ngự trị trên ngai vàng của những ngày alternative-rock còn hoàng kim "chắc chắn là bởi thứ âm thanh họ tạo ra là một hỗn hợp âm thanh sôi động bao gồm gần như mọi thứ được trộn lẫn trong một định dạng chung là sóng âm thanh: electronica, punk, industrial rock, grunge, và thỉnh thoảng có trip-hop". Đồng quan điểm với Lindsay, tờ Vice viết rằng từ những pha trộn quái dị các dòng nhạc như trip hop, grunge, rock, techno, và shoegaze, Garbage "đã tạo ra một sự độc đáo đến quái gở" nhằm tìm kiếm "một vẻ đẹp với kiểu cách ngang bướng".
Garbage từng lấy cảm hứng từ các ban nhạc như Roxy Music, The Pretenders,Siouxsie and the Banshees, Curve, Cocteau Twins, Patti Smith, và David Bowie.

## Các tour diễn
- Garbage tour (1995–1996)
- Version 2.0 tour (1998–1999)
- Beautiful Garbage tour (2001–2002)
- Bleed Like Me tour (2005)
- Not Your Kind of People tour (2012–2013)

## Danh sách đĩa nhạc
Album phòng thu
- Garbage (1995)
- Version 2.0 (1998)
- beautifulgarbage (2001)
- Bleed Like Me (2005)
- Not Your Kind of People (2012)
- Strange Little Birds (2016)
- No Gods No Masters (2021)

Album tổng hợp
- Absolute Garbage (2007)
- Anthology (2022)

## Thành viên
Thành viên chính thức
- Shirley Manson – ca sĩ chính, keyboards, guitar
- Steve Marker;– guitar, keyboards
- Duke Erikson;– bass, keyboards, guitar, bộ gõ
- Butch Vig;– trống, percussions

Thành viên đi tour chung
- Daniel Shulman – bass guitar
- Eric Avery – bass guitar trong tour Bleed Like Me tour và Not Your Kind of People tour
- Matt Chamberlain – chơi trống và tham gia biểu diễn trong một số buổi diễn của tour Beautiful Garbage tour
- Matt Walker – chơi trống và tham gia biểu diễn trong một số buổi diễn của tour Beautiful Garbage tour và Bleed Like Me tour

## Giải thưởng và đề cử
Garbage từng nhận được trên 20 đề cử, thắng 4 giải thưởng trong đó quan trọng nhất là những đề cử của Grammy và giải BRIT Awards.

### Sources
- Buckley, Peter (2003). The Rough guide to rock: the definitive guide to more than 1200 artists and bands. Rough Guides. ISBN 1843531054.
- Simpson, Paul (2003). The Rough Guide to Cult Pop: The Songs - The Artists - The Genres - The Dubious Fashions. Rough Guides. ISBN 1843532298.